# Francesco Longhi
Francesco Longhi, né à Ravenne le 10 février 1544 et mort dans la même ville en 1618, est un peintre italien.

## Biographie
Francesco Longhi est le cinquième fils du peintre Luca Longhi et de Bernardina Baronzelli. Il a grandi et appris la peinture dans l'atelier de son père avec sa sœur Barbara. Sa premières toiles signée est La visione della beata Chiara di Rimini (1568), peinte pour l'église de santa Maria Annunziata à Rimini. Après la suppression, la toile a été déplacée à la cathédrale de Cervia. Une autre toile  Madonna con il Bambino e i santi Matteo e Francesco (1586) se trouve à l'église Saint-Jean-Baptiste de Ravenne.
Ses œuvres tardives, empreintes de maniérisme vénitien sont conformes aux schémas des préceptes de l'église de la Contre-Réforme. Francesco Longhi  est mort à Ravenne en 1618.

## Œuvres
- La visione della beata Chiara di Rimini, 1568, église de santa Maria Annunziata, Rimini.
- Madonna con il Bambino e i santi Matteo e Francesco, 1586, église Saint-Jean-Baptiste, Ravenne.
- Madonna Assunta, Agostino e Santi , 1605, Basilica di Santa Maria in Porto, Ravenne.

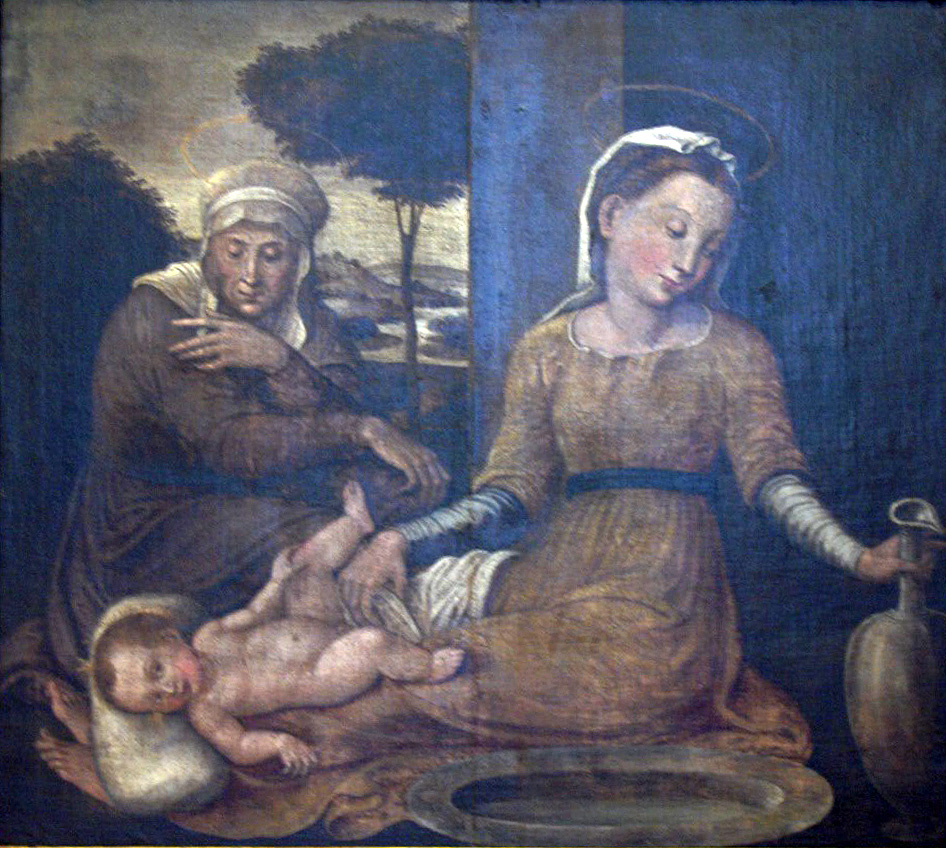
Vierge à l'Enfant et Sainte Anne , musée de Rimini.
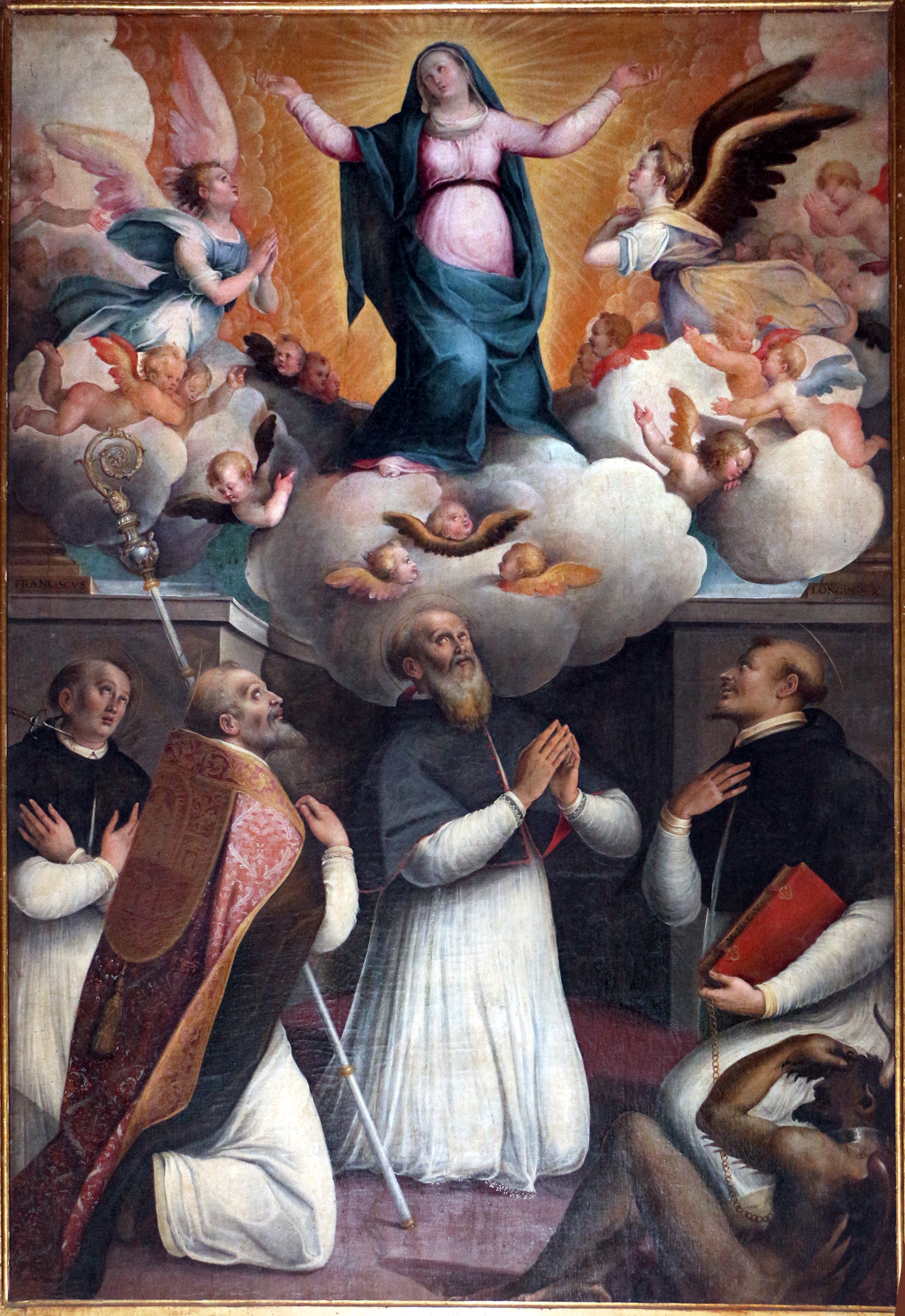
Madonna Assunta, Agostino e Santi, Santa Maria in Porto, Ravenne.
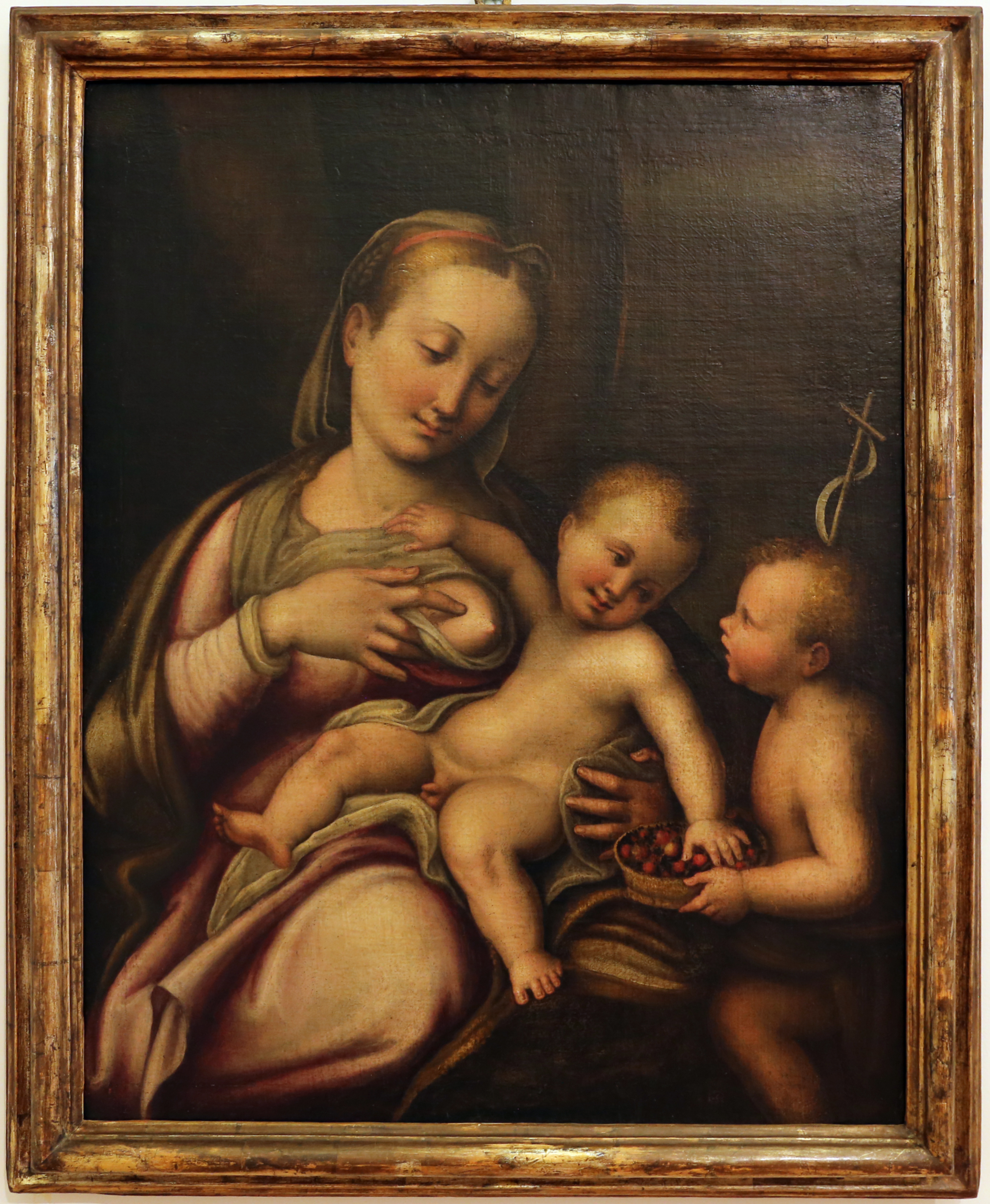
Madonna col bambino e san giovannino (attribution), église San Giacomo Apostolo dei Domenicani, Forli.
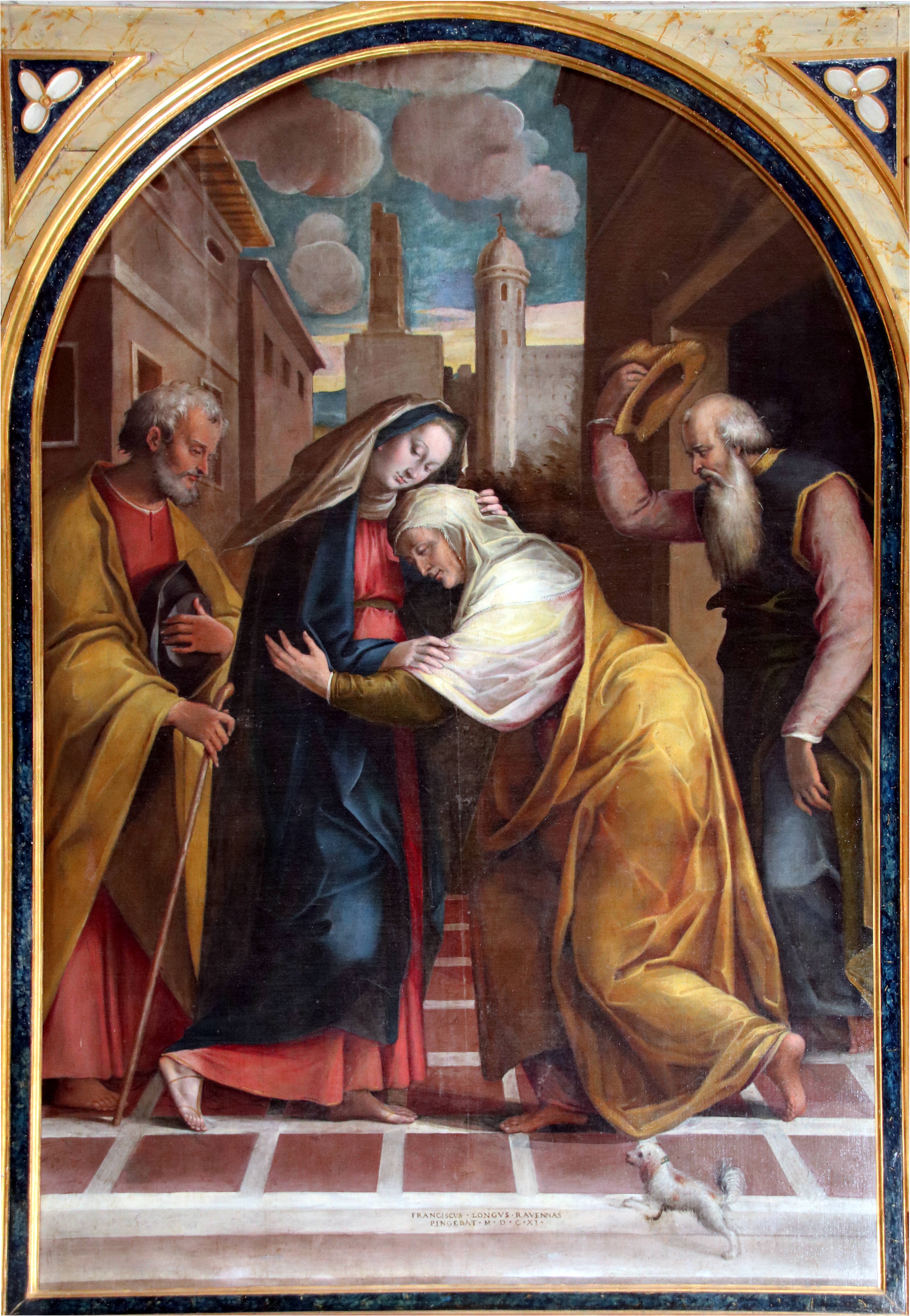
Visitazione, église Santi Nicolò e Francesco, Castrocaro Terme